# تينا سانت جون
تينا سانت جون (بالإنجليزية: Tina St. John)‏ (1966، ميشيغان في الولايات المتحدة)؛ كاتِبة وروائية أمريكية.